# LOVE〜Destiny〜/LOVE〜since 1999〜
「LOVE 〜Destiny〜/LOVE〜since 1999〜」（ラヴ・デスティニー/ラヴ・シンス・ナインティーンナインティナイン）は、日本の歌手・浜崎あゆみの7thシングル。1999年4月14日に「浜崎あゆみ／浜崎あゆみ & つんく」名義でavex traxより発売。2001年2月28日に12cmCDで再発売。

## 解説
浜崎にとっては歌手デビューから丸1年で7枚目にして初のオリコン初登場1位を記録し、つんくにとってはシャ乱Q名義の「涙の影」以来の2年9ヶ月ぶりのオリコンシングルチャート初登場1位である。初動売上は7万枚で僅差での1位獲得だったが、ロングヒットとなり累計65.1万枚を記録した。
2ndアルバム『LOVEppears』には「LOVE 〜Destiny〜」の原曲「LOVE 〜refrain〜」が収録されている。
「LOVE〜since 1999〜」は、つんくのソロアルバム『TAKE1』にセルフカバーされたものが、収録されている。浜崎の歌唱パートは、当時モーニング娘。のメンバーであった高橋愛が担当。河野伸が編曲を手掛けている。
2008年の44thシングル「Days/GREEN」には、「LOVE 〜Destiny〜」が10th Anniversary versionとして新録音されて収録された。

## 収録曲
1. LOVE〜Destiny〜 "Original Mix" [4:54]
作詞：ayumi hamasaki / 作曲：TSUNKU / 編曲：Shingo Kobayashi、Yasuaki Maejima
フジテレビ系ドラマ『セミダブル』挿入歌
2. LOVE〜since 1999〜 "Original Mix" [4:40] 
作詞・作曲：TSUNKU / 編曲：Takao Konishi
フジテレビ系ドラマ『セミダブル』主題歌
（つんくとのデュエット曲）
この曲は、同年4月28日にリリースされたつんく with 7HOUSEの両A面シングル「LOVE〜抱き合って〜」にも収録されている[1]。
3. kanariya "Big Room Mix" [7:34] ※再発盤(12cmCD)のみ
Remixed by Eric Kupper
12thシングル「kanariya」からの再収録
4. kanariya "HΛL's Mix" [4:24] ※再発盤(12cmCD)のみ
Remixed by HΛL
12thシングル「kanariya」からの再収録
5. from your letter "pandart sasanooha Mix" [5:43] ※再発盤(12cmCD)のみ
Remixed by pandart sasanooha
12thシングル「kanariya」からの再収録
6. LOVE〜Destiny〜 "Original Mix -Instrumental-" [4:54]
7. LOVE〜since 1999〜 "Original Mix -Instrumental-" [4:41]

## 収録アルバム
- LOVE〜Destiny〜
  - 『LOVEppears』（LOVE〜refrain〜）
  - 『A BEST』
  - 『A COMPLETE 〜ALL SINGLES〜』
  - 『A THEME SONGS -Drama edition-』[2]
- LOVE〜since 1999〜
  - 『A THEME SONGS -Drama edition-』

## 収録ライブ映像
- LOVE〜Destiny〜
  - 『ayumi hamasaki concert tour 2000 A 第2幕』
    - 『A 50 SINGLES 〜LIVE SELECTION〜』

  - 『ayumi hamasaki COUNTDOWN LIVE 2005-2006 A』
    - 『ayumi hamasaki BEST LIVE BOX A』(A BEST TRACK LIST LIVE)

  - 『ayumi hamasaki COUNTDOWN LIVE 2021-2022 A 〜23rd Monster〜』(ayumi hamasaki ASIA TOUR 〜24th Anniversary special@PIA ARENA MM〜)